# Flammula croesus
Flammula croesus är en svampart som först beskrevs av Berk. & M.A. Curtis, och fick sitt nu gällande namn av Pier Andrea Saccardo 1887. Flammula croesus ingår i släktet Flammula och familjen Strophariaceae.   Inga underarter finns listade i Catalogue of Life.